# Minhwi Lee
Minhwi Lee (hangul: 이민휘), född 1989, är en sydkoreansk folksångerska, låtskrivare och kompositör. Hon debuterade som medlem i indiebandet Mukimukimanmansu under namnet Mansu (hangul: 만수) 2011, och släppte sitt första soloalbum Borrowed Tongue (빌린 입) 2016. Albumet tilldelades priset för bästa folkalbum vid Korean Music Awards 2017. År 2023 släppte hon sitt andra album Hometown to Come (미래의 고향).

## Diskografi

### Studioalbum
- 2016 – Borrowed Tongue
- 2023 – Hometown to Come